# Siméon Jonas
Siméon Jonas (13 agosto 1979) è un calciatore haitiano, portiere del Tempête.

## Carriera

### Nazionale
Nel 2007 partecipa, con la Nazionale, pur senza mai scendere in campo, alla Gold Cup 2007. Ha debuttato in Nazionale il 23 aprile 2008, nell'amichevole Guatemala-Haiti (1-0). Ha collezionato in totale, con la maglia della Nazionale, una presenza.

## Statistiche

### Cronologia presenze e reti in Nazionale
| Cronologia completa delle presenze e delle reti in nazionale ― Haiti | Cronologia completa delle presenze e delle reti in nazionale ― Haiti | Cronologia completa delle presenze e delle reti in nazionale ― Haiti | Cronologia completa delle presenze e delle reti in nazionale ― Haiti | Cronologia completa delle presenze e delle reti in nazionale ― Haiti | Cronologia completa delle presenze e delle reti in nazionale ― Haiti | Cronologia completa delle presenze e delle reti in nazionale ― Haiti | Cronologia completa delle presenze e delle reti in nazionale ― Haiti |
| Data                                                                 | Città                                                                | In casa                                                              | Risultato                                                            | Ospiti                                                               | Competizione                                                         | Reti                                                                 | Note                                                                 |
| -------------------------------------------------------------------- | -------------------------------------------------------------------- | -------------------------------------------------------------------- | -------------------------------------------------------------------- | -------------------------------------------------------------------- | -------------------------------------------------------------------- | -------------------------------------------------------------------- | -------------------------------------------------------------------- |
| 23-4-2008                                                            | Città del Guatemala                                                  | Guatemala                                                            | 1 – 0                                                                | Haiti                                                                | Amichevole                                                           | -1                                                                   | 46’                                                                  |
| Totale                                                               |                                                                      | Presenze                                                             | 1                                                                    |                                                                      | Reti                                                                 | -1                                                                   |                                                                      |